# 男鹿市陸上競技場
男鹿市陸上競技場（おがしりくじょうきょうぎじょう）は秋田県男鹿市の男鹿総合運動公園にある陸上競技場。施設は男鹿市が所有し、男鹿市が運営管理も行っている。Jリーグチームブラウブリッツ秋田が本拠地のひとつとしていた。

## 詳細
- 収容人員：9,000人

## アクセス

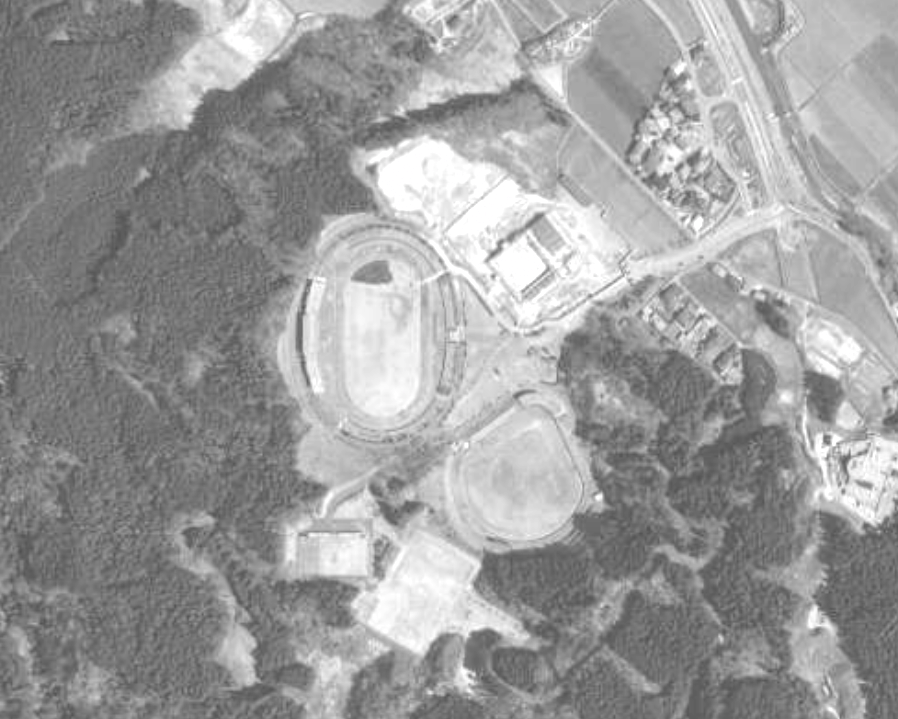
2004年撮影の男鹿市運動公園

- JR男鹿線羽立駅から徒歩20分